# Guaraní
Guaraní (eget namn: Avañe’ẽ) är ett inhemskt sydamerikanskt språk som tillhör språkstammen tupí-guaraní. Det talas av ungefär 6,5 miljoner människor (2023), varav en del utgör 80 procent av befolkningen i Paraguay, där det dessutom, liksom i den argentinska provinsen Corrientes, tillsammans med spanskan är officiellt språk. Ytterligare är språket ett av Bolivias 36 officiella språk. Guaraní är också officiellt språk i samarbetsorganisationen Mercosur. Guaraní talas även i andra provinser i norra Argentina, östra Bolivia och i södra Brasilien. Guaraní skrivs med guaranís alfabet. Ursprungsfolket cabahyba i Brasilien är ett av de folk som talar guaraní.
Språket skrivs med latinska alfabetet. Bibeln översattes i sin helhet till guaraní för första gången år 1996.

## Dialekter
Paraguayansk guaraní kan talas av de flesta paraguayaner, och är obligatoriskt skolämne. Omkring hälften av landets landsbygdsbefolkning talar enbart paraguayansk guaraní, en språkform uppblandad med spanska lånord.
Paraguayansk guaraní (med språkkoden "gug") är den vanligaste varianten av guaraní. Det finns även ytterligare dialekter, och vissa av dem har till och med en egen språkkod. Bland dem återfinns till exempel ava guaraní (även kallat chiripá; språkkod "nhd") samt mbyá guaraní (språkkod "gun"). Just dessa två dialekter talas främst i Paraguay, Brasilien och en liten del av Argentina, men inte i Bolivia.

## Toponymer och egennamn
Det finns många toponymer och några egennamn som kommer från guaraní i Argentina, Uruguay, Paraguay och Brasilien. Dessa är ofta skrivna enligt spanska och portugisiska system, och uttalet har förändrats under århundradena. Därmed kan ordens betydelse vara svåra att förstå för en guaranítalare.

## Fonologi

### Konsonanter
|             |             | Labial | Alveolar | Alveopalatal | Velar | Velar | Glottal |
| Norm.       | Lab.        | Labial | Alveolar | Alveopalatal |       |       | Glottal |
| ----------- | ----------- | ------ | -------- | ------------ | ----- | ----- | ------- |
| Nasal       | Nasal       | m      | n        | ɲ            | ŋ     | ŋʷ    |         |
| Klusil      | tonlös      | p      | t        |              | k     | kʷ    | ʔ       |
| Klusil      | tonad       | ᵐb~m   | ⁿd~n     |              | ᵑɡ    | ᵑɡʷ   |         |
| Frikativ    | Frikativ    |        | s        | ɕ            | ɣ     |       | h       |
| Lateral     | Lateral     |        | l        |              |       |       |         |
| Tremulant   | Tremulant   |        | r        |              |       |       |         |
| Flappar     | Flappar     |        | ɾ        |              |       |       |         |
| Approximant | Approximant | ʋ      |          |              |       |       |         |

Källa:

### Vokaler
|           | Främre | Central | Bakre |
| --------- | ------ | ------- | ----- |
| Sluten    | i      | ɨ       | u     |
| Halvöppen | e      |         | o     |
| Öppen     |        | a       |       |

Alla vokaler kan realiseras också som nasala. Det finns nasalharmoni i guaraní vilket betyder att om åtminstone en vokal eller konsonant är nasal, är alla vokaler i ordet också automatiskt nasala.
Källa: